# Década de 140 a.C.
Séculos: (Século III a.C. - Século II a.C. - Século I a.C.)
Décadas: 190 a.C. 180 a.C. 170 a.C. 160 a.C. 150 a.C. - 140 a.C. - 130 a.C. 120 a.C. 110 a.C. 100 a.C. 90 a.C.
Anos:
149 a.C. - 148 a.C. - 147 a.C. - 146 a.C. - 145 a.C. - 144 a.C. - 143 a.C. - 142 a.C. - 141 a.C. - 140 a.C.